# Bruski (wieś)
Bruski (biał. Брускі; ros. Бруски) – wieś na Białorusi, w obwodzie mohylewskim, w rejonie mohylewskim, w sielsowiecie Bujniczy.